# Аратама-мару
Аратама мару (Кандзи:新玉丸) был торговым судном Японской империи. Спущенный на воду в 1938 году, корабль использовался в качестве военного транспорта во время Второй мировой войны. Судно было поражено торпедой, выпущенной с американского корабля USS Seahorse SS-304 12 марта 1944 года, когда оно приближалось к Гуаму в составе японского конвоя снабжения. 
Охваченный пламенем, экипаж покинул судно и был подобран судном сопровождения. После трехдневного дрейфа брошенный корпус остановился прямо внутри рифа, окаймляющего залив Талофофо на юго-восточном побережье Гуама. На рифе судно раскололась пополам, а корму корабля отнесло от рифа в сторону Марианской впадины. Вскоре после этого затонувшее судно было частично спасено, а в 1960-х годах его еще раз подняли, оставив только остатки корпуса, якорь с цепью и некоторые элементы надстройки. Он также был предметом сувенирного дайвинга, и на его положение и состояние повлияли несколько тайфунов.[2] В ходе той же атаки "Морской конек" повредил "Кидзугава Мару", который был отбуксирован в гавань Апра для ремонта и во время второй американской бомбардировки был потоплен там, где он остается и по сей день.[3].
Обломки корабля были занесены в Национальный реестр исторических мест США в 1988 году.